# Walton-le-Dale
Walton-le-Dale est un village du Lancashire, en Angleterre.
Il se trouve sur la rive sud du fleuve Ribble, en face de la ville de Preston, à côté de Bamber Bridge. À l'ouest de Walton-le-Dale se trouve la zone résidentielle de Walton Park.